# Damanjodi
Damanjodi es una ciudad y  ciudad censal situada en el distrito de Koraput en el estado de Odisha (India). Su población es de 8862 habitantes (2011). Se encuentra a 2 km de Koraput.

## Demografía
Según el censo de 2011 la población de Damanjodi era de 8862 habitantes, de los cuales 4633 eran hombres y 4229 eran mujeres. Damanjodi tiene una tasa media de alfabetización del 93,23%, superior a la media estatal del 72,87%: la alfabetización masculina es del 96,38%, y la alfabetización femenina del 89,78%.